# Austrolethops wardi
Austrolethops wardi és una espècie de peix de la família dels gòbids i de l'ordre dels perciformes.

## Morfologia
- Els mascles poden assolir 6 cm de longitud total.
- Ulls petits.[1][2][3]

## Hàbitat
És un peix marí, de clima tropical i associat als esculls de corall.

## Distribució geogràfica
Es troba des de l'Àfrica oriental fins al sud de la Gran Barrera de Corall i Guam.

## Observacions
És inofensiu per als humans.